# 邵 (英文名字)
邵／蕭（英語：Shaw）是一個英文名字。

## 姓氏
- 安娜·侯活·邵（英语：Anna Howard Shaw）
- 莊拿芬·邵
- 柏德烈·邵 (外交官)（英语：Patrick Shaw (diplomat)）
- 彼得·邵
- 羅拔·邵
- 塞巴斯蒂安·法蘭西斯·邵（英语：Sebastian Francis Shaw）

### 虛構人物
- 伊登·邵
- 戴利爾·邵（英语：Daniel Shaw）

## 名字
- 蕭·克利夫頓
- 邵·泰勒（英语：Shaw Taylor）

## 外部連結
- Surname "Shaw", sofeminine.co.uk
- Surname "Shaw" （页面存档备份，存于）, forebears.co.uk

|  | 本页或本分段罗列了姓氏为「Shaw」的人物。 如果是一个指代特定个人的内链将您引导到本页，請考慮修正該人物的名字以將链接指向正確的條目。 |